# Jane Bennett (Politikwissenschaftlerin)
Jane Bennett (* 31. Juli 1957) ist eine US-amerikanische Politikwissenschaftlerin und Philosophin. Seit 2019 hat Bennet die Professur Andrew W. Mellon Professor of Humanities am Institut für Politikwissenschaft der Johns Hopkins University School of Arts and Sciences inne.

## Leben
Bennet schloss 1979 ein Bachelor-Studium der Politikwissenschaft am Siena College (Loudonville, New York) mit höchsten Auszeichnungen ab. Sie wechselte danach an die University of Massachusetts, wo sie 1986 in Politikwissenschaft promovierte. Anschließend nahm sie an der Johns Hopkins University in Baltimore Lehrtätigkeiten auf, von 1988 bis 1992 als Assistant Professor und 1993 bis 1997 als Associate Professor. 1997 wurde sie auf eine Professur im Department of Political Sciences berufen, die sie bis 2004 innehatte. In dieser Zeit übernahm sie Leistungsfunktionen im Verwaltungsbetrieb der Universität. Von 2000 bis 2004 hatte sie zudem die Elizabeth-Todd-Professur am Goucher College inne.
Von 2004 bis 2019 übernahm Bennet erneut eine Professur am Department of Political Science der Johns Hopkins University. 2019 wurde sie zum Andrew W. Mellon Professor of the Humanities an derselben Universität ernannt.
Gastprofessuren führten Bennet an verschiedene Universitäten, darunter die Bauhaus-Universität Weimar, die Universität Kopenhagen, die University of Oxford und das Birkbeck Institute of Humanities der University of London. Neben ihrer Lehrtätigkeit wirkte sie von 2012 bis 2017 als Herausgeberin des Wissenschaftsjournals Political Theory. Sie ist zudem Mitbegründerin des Journals Theory & Event.

## Lehre und Forschung
Bennett spezialisierte sich auf die Politische Philosophie. Ihre Forschungsschwerpunkte sind ökologische Philosophie, politisches Denken in Amerika, die politische Rhetorik und Überzeugung sowie zeitgenössische Sozialtheorie. Ihr Werk Enchantment of Modern Life wurde in elf Sprachen übersetzt.

## Veröffentlichungen
- 1987: Unthinking Faith and Enlightenment: Nature and the State in a Post-Hegelian Era: Nature and Politics in a Post-Hegelian Era. New York University Press, 1987, ISBN 978-0-8147-1095-1 (englisch, 174 S.).
- 2001: The Enchantment of Modern Life: Attachments, Crossings, and Ethics. Princeton University Press, 2001, ISBN 978-0-691-08813-6 (englisch, 224 S.).
- 2002: Thoreau's Nature: Ethics, Politics, and the Wild (Modernity and Political Thought). Rowman & Littlefield, 2002, ISBN 978-0-7425-2141-4 (englisch, 224 S.).
- 2010: Vibrant Matter: A Political Ecology of Things. Duke University Press, 2010, ISBN 978-0-8223-4633-3 (englisch, 200 S.).
- 2020: Influx and Efflux: Writing Up with Walt Whitman. Duke University Press, 2020, ISBN 978-1-4780-0830-9 (englisch, 224 S.).